# Aarberg
Aarberg – miasto i gmina (niem. Einwohnergemeinde) w Szwajcarii, w kantonie Berno, w regionie administracyjnym Seeland, siedziba administracyjna okręgu Seeland. Położone na skale nad rzeką Aare, 455 m n.p.m.

## Demografia
W Aarbergu mieszka 4 626 osób. W 2020 roku 12,7% populacji gminy stanowiły osoby urodzone poza Szwajcarią.

## Transport
Przez teren miasta przebiegają drogi główne nr 22, nr 235 i nr 236.